# S-56 (sous-marin)
Le S-56 (russe : C-56) est un ancien sous-marin d'attaque conventionnel de la marine soviétique de classe Srednyaïa mis en service en 1941 et décommissionné en 1955 pour devenir un navire musée exposé à  Vladivostok depuis 1975.

## Historique
le S-56 a été posé par le chantier naval de l'Amirauté (n°194) à Leningrad le 24 novembre 1936, expédiée en sections par chemin de fer à Vladivostok où il a été assemblé par Dalzavod. Il est lancé le 25 décembre 1939 et mis en service le 20 octobre 1941 dans la flotte du Pacifique. Pendant la Seconde Guerre mondiale, le sous-marin était sous le commandement du capitaine Grigoriy Chtchedrin et a été déplacé de la flotte du Pacifique à la flotte du Nord à travers les océans Pacifique et Atlantique via le canal de Panama. Pour son service, le sous-marin a reçu l'Ordre du Drapeau rouge et l'insigne de la Garde soviétique. 

### Service
| Date            | Navire           | Nationalité    | Tonnage | Type                         |
| --------------- | ---------------- | -------------- | ------- | ---------------------------- |
| 17 mai 1943     | Eurostadt        | Reich allemand | 1118    | Pétrolier (torpille)         |
| 17 juillet 1943 | M-346            | Kriegsmarine   | 551     | Dragueur de mines (torpille) |
| 19 juillet 1943 | NKI-09/Alane     | Kriegsmarine   | 466     | Patrouilleur (torpille)      |
| 31 janvier 1944 | Heinrich Schulte | Reich allemand | 25484   | Cargo (torpille)             |
| Total :         | Total :          | Total :        | 7 191   |                              |

Lors de l'attaque contre Eurostadt, une autre torpille a touché et endommagé le cargo allemand Wartheland (3676 GRT) mais le navire a été sauvé car la torpille était un raté.

### Préservation
Après la fin de la guerre, le S-5- est revenu en Extrême-Orient par la route maritime du nord et a continué de servir dans la flotte du Pacifique. Il a été désarmé en 1955 pour servir de station d'entrainement pour la formation des jeunes sous-mariniers
Le jour du trentième anniversaire de la victoire du peuple soviétique dans la Grande Guerre patriotique pour services rendus à la patrie soviétique et conformément à la décision du Conseil militaire de la flotte rouge du Pacifique n°28 en date du 8 avril 1972, le sous-marin S-56 a été placé sur le quai Korabelnaya à Vladivostok sur le piédestal de la gloire éternelle ...
Le sous-marin a été transformé en navire musée  et abrite une exposition du combat de son équipage et de l'histoire des forces sous-marines russes dans l'océan Pacifique.

## Galerie

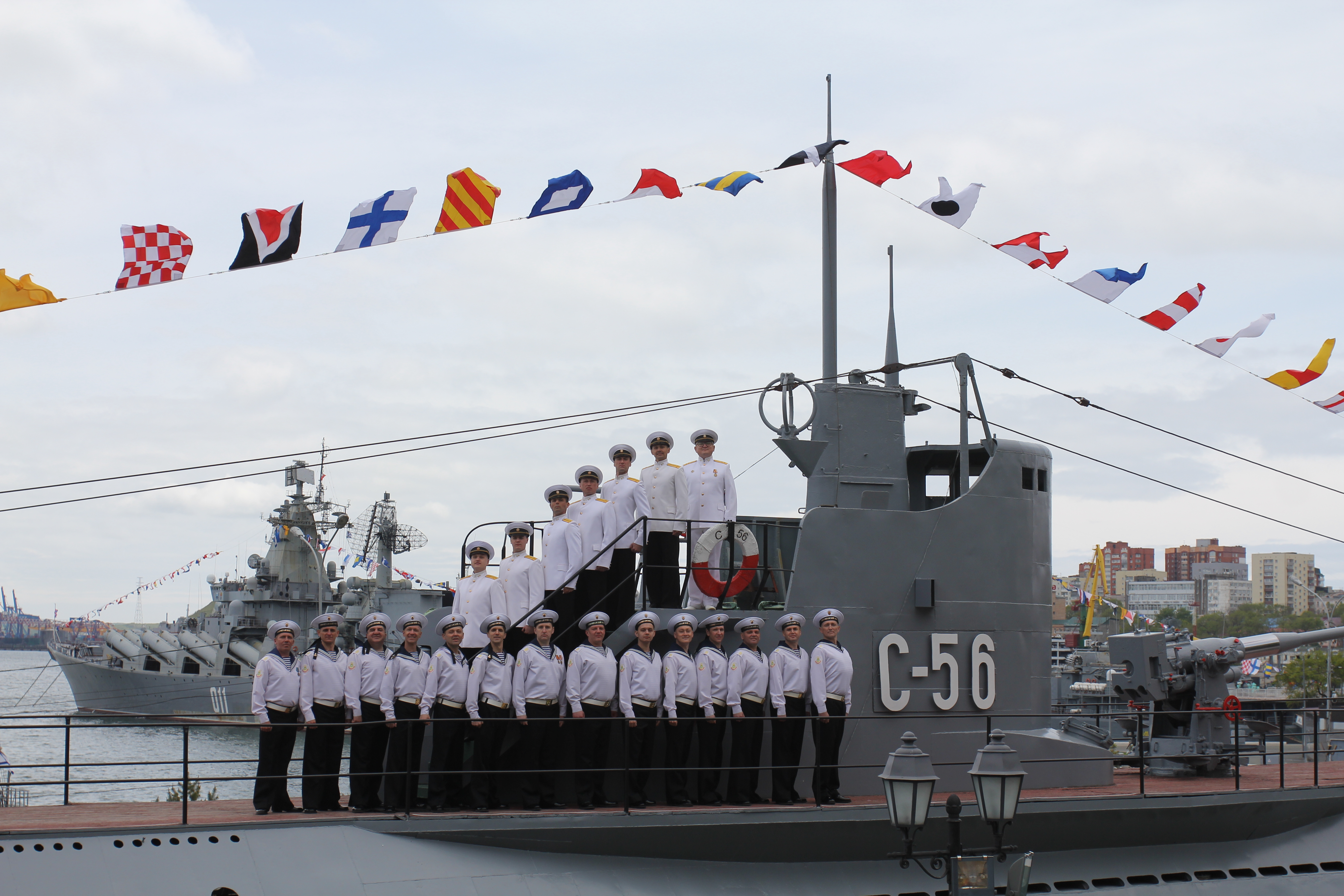
Le S-56 en 2020
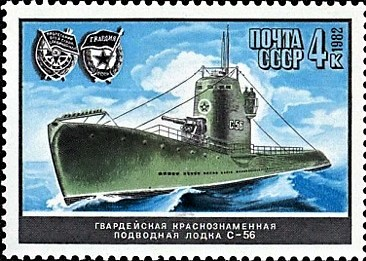
Timbre commémoratif
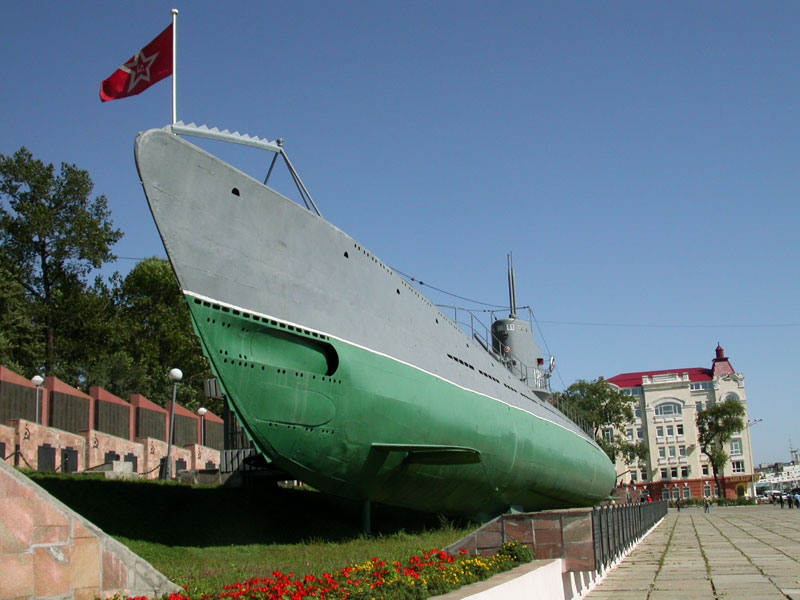
Le sous-marin exposé à Vladivostok
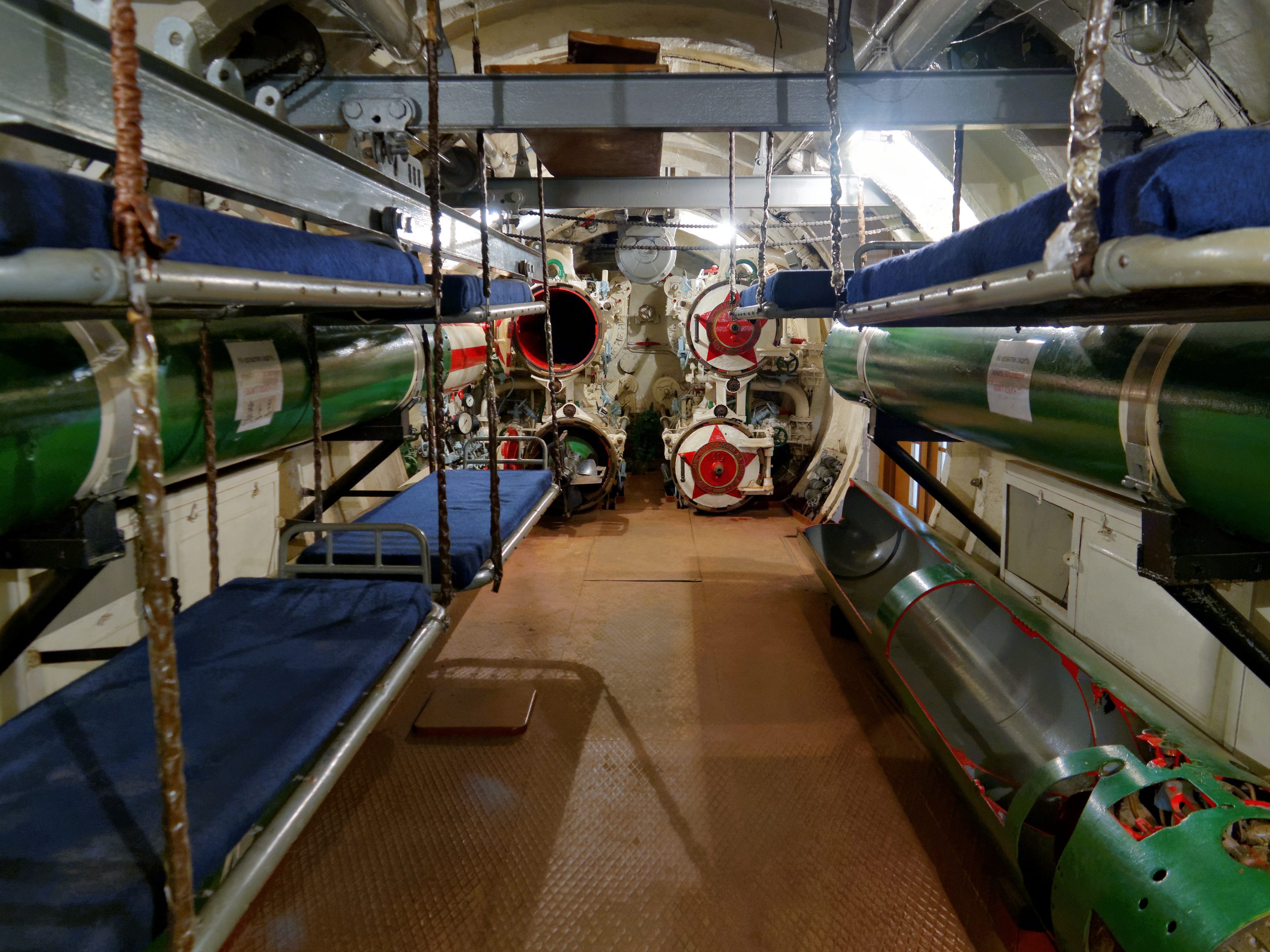
Salle des torpilles